# Rivière des Peupliers
Rivière des Peupliers är ett vattendrag i Kanada.   Det ligger i provinsen Québec, i den sydöstra delen av landet, 300 km norr om huvudstaden Ottawa.
Omgivningarna runt Rivière des Peupliers är en mosaik av jordbruksmark och naturlig växtlighet. Runt Rivière des Peupliers är det glesbefolkat, med 19 invånare per kvadratkilometer.